# Казимир-Луї де Мортемар
Казимир-Луї-Віктюрньєн де Рошешуар, принц Тонне-Шарант, герцог де Мортемар (20 березня 1787 , Париж  — 1 січня 1875 , Нофль-ле-В'є ) — французький генерал і дипломат, посол Франції у Російській імперії, в. о. прем'єр-міністра Франції 29 липня 1830 року.

## Біографія
Син генерала і поета, який 1791 року емігрував до Англії разом із сім'єю.
Виховувався в Англії і лише 1801 року зміг повернутися до Парижа, де вступив у 1803 році на військову службу і брав участь у прусській та польській кампаніях 1806—1807 років. У 1811 році був взятий Наполеоном в ординарці і з успіхом виконав багато його важливих доручень.
Приєднавшись до великої армії Наполеона в Познані, він здійснив похід до Росії і отримав баронський титул. У битвах при Лейпцигу і Ганау був знову нагороджений Наполеоном.
Однак, одним з перших вітав реставрацію Бурбонів, Людовик XVIII призначив його пером Франції (4 червня 1814 р.) і капітан-полковником сотні швейцарців своєї гвардії. Під час Ста днів він пішов за Людовиком XVIII в Гент, де і залишався до падіння Наполеона I. Його послуги та відданість королю були послідовно винагороджені чинами генерал-майора та генерал-лейтенанта (1815), а потім він став кавалером королівських орденів (1825).

### Посол у Росії
Призначений послом до Росії в березні 1828 р. на місце Ла Ферроне. У квітні 1828 р. де Мортемар з Парижа попрямував прямо на театр російсько-турецької війни, що почалася, оскільки був запрошений супроводжувати Миколу I у його поїздці до діючої армії, разом з деякими іншими дипломатами.
Після закінчення першої частини кампанії Мортемар з'їздив до Парижа, звідки прибув до Петербурга лише в лютому 1829 р., проїхавши через Відень. При самому в'їзді до Петербурга його зустрів флігель-ад'ютант Миколи І, який вручив йому за рескриптом від 27 лютого орден Андрія Первозванного — як знак особливого вподобання імператора до французького посланця за його прихильність до Росії і за дружні на її користь виступи під час поїздки до Відня.
У травні 1830 р. де Мортемар вирушив до Франції, де політичне становище був вже дуже напружене. Відпускаючи Мортемара, Микола I доручив йому передати Карлу Х поради бути поміркованим і поважати конституцію, щоб уникнути революції.

### Прем'єр-міністр на один день
Приїхавши до Франції у червні 1830, де Мортемар збирався їхати на води, коли дізнався про революцію, яка спалахнула в Парижі 27 липня. Він поспішив у Сен-Клу до Карла X, щоб благати його вжити швидких і рішучих заходів проти хвилювань. Король після довгих заперечень вирішив зробити поступку революції, на його думку достатню, доручивши Мортемару (29 липня) утворити нове міністерство, до якого мали увійти Казимир Пер'є, генерал Жерар та інші, з де Мортемаром на чолі. Де Мортемар спочатку відмовлявся, кажучи, що подібний тягар йому не під силу, але переможений наполяганнями короля, погодився і отримав обіцянку короля негайно скликати Палату депутатів.
Тим часом коливання Карла X затримали де Мортемара в Сен-Клу, і він уже не міг пробратися звідти до Парижа, де зібралися депутати під головуванням Лаффіта, так як і командував військами син Карла — герцог Ангулемський, який не співчував призначенню де Мортемара, не випускаючи його з Сен-Клу. Коли нарешті, 30 липня, де Мортемар досяг Парижа, він зустрів тут депутата Берара, який сказав йому фразу, що стала історичною: «Надто пізно!» (Il est trop tard!).
Розмістившись в Люксембурзькому палаці, Мортемар підготував проекти кількох законів, які полягали у закріпленні становища, мав побачення з герцогом Орлеанським, який запевняв у незмінній відданості старшому члену родини. Але вже 31 липня, бачачи, що ні офіційна преса, ні Палата депутатів не визнають його, Мортемар усвідомив своє безсилля і повернувся до Сен-Клу, а 9 серпня обидві палати проголосили королем герцога Орлеанського під ім'ям Луї-Філіпа I.

### Липнева монархія та Друга імперія
Де Мортемар запропонував свої послуги новій династії і, як і раніше, зайняв місце в Палаті перів. 5 січня 1831 р. він знову, як людина особисто відома Миколі I і заслуговуюча його уваги, був призначений надзвичайним послом до Росії, з дорученням йому спеціальної місії до Миколи I. 26 січня де Мортемар проїхав через Берлін, де представився прусському королю, і незабаром прибув до Петербурга через Курляндію.
Особисте становище де Мортемара під час другого перебування у Петербурзі залишилося таке саме, але обставини значно змінилися. Франція замість того, щоб бути в очах Миколи I союзницею, яка користувалася всіма його симпатіями, стала предметом недовіри і навіть ворожості, і це нове почуття сильно розвинулося під впливом польського повстання. Клопотання і переконання Мортемара служили іноді приводом до розбіжностей, інколи ж і до зіткнень. У липні того ж 1831 р. Мортемар остаточно замінив герцога Тревізо як французький посланець у Петербурзі. У жовтні 1831 р. Мортемар отримав відпустку до Парижа, тимчасово заміщений бароном Бургуеном, який дістав звання повноважного міністра. За деякими даними, Мортемар змушений був виїхати з Петербурга внаслідок гніву на нього Миколи I за клопотання на користь поляків.
Повернувшись до Петербурга, він залишався тут до 1833 року.
Зійшовши на деякий час з політичної сцени після  Лютневої революції 1848 року, де Мортемар 31 серпня 1849 р. був знову прийнятий на службу в Генеральний штаб, приєднався до Наполеонівської партії, командував потім одним із військових округів, а 27 березня 1852 р. був призначений сенатором. Революція 4 вересня 1870 р. змусила його відійти від справ.